# Hormius argutus
Hormius argutus är en stekelart som beskrevs av Sergey A. Belokobylskij 1989. Hormius argutus ingår i släktet Hormius och familjen bracksteklar. Inga underarter finns listade i Catalogue of Life.